# Kanton Coteaux de Moselle
Coteaux de Moselle is een kanton van het Franse departement Moselle. Het kanton maakt deel uit van het arrondissement Metz. Het is ontstaan in 2015 na het samenvoegen van de kantons Ars-sur-Moselle, Kanton Montigny-lès-Metz (deels), Kanton Verny (deels) en Kanton Woippy (deels).

## Gemeenten
Het kanton omvat de volgende gemeenten:
- Ancy-sur-Moselle
- Arry
- Ars-sur-Moselle
- Augny
- Châtel-Saint-Germain
- Coin-lès-Cuvry
- Coin-sur-Seille
- Corny-sur-Moselle
- Cuvry
- Dornot
- Féy
- Gorze
- Gravelotte
- Jouy-aux-Arches
- Jussy
- Lessy
- Lorry-lès-Metz
- Lorry-Mardigny
- Marieulles
- Moulins-lès-Metz
- Novéant-sur-Moselle
- Pouilly
- Pournoy-la-Chétive
- Rezonville
- Rozérieulles
- Sainte-Ruffine
- Vaux
- Vernéville
- Vionville